# Bedlno (gmina)
Pour les articles homonymes, voir Bedlno.
Bedlno est une gmina rurale (gmina wiejska) du powiat de Kutno, dans la Voïvodie de Łódź, dans le centre de la Pologne.
Son siège administratif (chef-lieu) est le village de Bedlno, qui se situe environ 15 kilomètres (km) à l'est de Kutno (siège du powiat) et 48 kilomètres au nord de la capitale régionale Łódź (capitale de la voïvodie).
La gmina couvre une superficie de 126,02 km2 pour une population de 6 153 habitants en 2006.

## Histoire
De 1975 à 1998, la gmina est attachée administrativement à la voïvodie de Płock.

Depuis 1999, elle fait partie de la voïvodie de Łódź.

## Géographie
La gmina inclut les villages et localités de :
- Annetów
- Antoniew
- Bedlno
- Czarnów
- Dębowa Góra
- Ernestynów
- Florianów
- Garbów
- Głuchów
- Gosławice
- Groszki
- Janów
- Jaroszówka
- Józefów
- Kamilew
- Karolew
- Kaźmierek
- Konstantynów
- Kręcieszki
- Kujawki
- Mateuszew
- Nowe Bedlno
- Nowy Franciszków
- Orłów
- Orłów-Kolonia
- Orłów-Parcel
- Plecka Dąbrowa
- Pniewo
- Potok
- Ruszki
- Stanisławice
- Stradzew
- Szewce Nadolne
- Szewce Nagórne
- Szewce Owsiane
- Szewce-Walentyna
- Tomczyce
- Waliszew
- Wewiórz
- Wilkęsy
- Wojszyce
- Wola Kałkowa
- Wyrów
- Załusin
- Żeronice
- Zleszyn
- Zosinów

### Gminy voisines
La gmina de Bedlno est voisine des gminy suivantes :
- Bielawy
- Krzyżanów
- Oporów
- Piątek
- Zduny
- Żychlin

## Structure du terrain
D'après les données de 2007, la superficie de la commune de Bedlno est de 126,02 kilomètres carrés, répartis comme telle :
- terres agricoles : 91 %
- forêts : 1 %

La commune représente 14,27% de la superficie du powiat.

## Démographie
Données du 31 décembre 2007 :
| Description        | Total  | Total | Femmes | Femmes | Hommes | Hommes |
| ------------------ | ------ | ----- | ------ | ------ | ------ | ------ |
| Unité              | Nombre | %     | Nombre | %      | Nombre | %      |
| Population         | 5 649  | 100   | 2 822  | 50     | 2 827  | 50     |
| Densité (hab./km²) | 44,8   | 44,8  | 22,4   | 22,4   | 22,4   | 22,4   |